# Reino Unido en los Juegos Olímpicos de Londres 2012
El Reino Unido fue el anfitrión de los Juegos Olímpicos de Londres 2012 y estuvo representado por un total de 541 deportistas que compitieron en 26 deportes. Responsable del equipo olímpico fue la Asociación Olímpica Británica, así como las federaciones deportivas nacionales de cada deporte con participación.
El portador de la bandera en la ceremonia de apertura fue el ciclista Chris Hoy.

## Medallistas
El equipo olímpico del Reino Unido obtuvo las siguientes medallas:
| Nombre | Deporte               | Competición                        |
| --- | --------------------- | ---------------------------------- |
| Oro |                       |                                    |
| Mohamed Farah | Atletismo             | 5000 m M                           |
| Mohamed Farah | Atletismo             | 10 000 m M                         |
| Greg Rutherford | Atletismo             | Salto de longitud M                |
| Jessica Ennis | Atletismo             | Heptatlón F                        |
| Luke Campbell | Boxeo                 | Gallo (56 kg) M                    |
| Anthony Joshua | Boxeo                 | Superpesado (+91 kg) M             |
| Nicola Adams | Boxeo                 | Mosca (51 kg) F                    |
| Jason Kenny | Ciclismo en pista     | Velocidad ind. M                   |
| Philip Hindes Chris Hoy Jason Kenny | Ciclismo en pista     | Velocidad por eqs. M               |
| Edward Clancy Geraint Thomas Steven Burke Peter Kennaugh                                                                                              | Ciclismo en pista     | Persecución por eqs. M             |
| Chris Hoy | Ciclismo en pista     | Keirin M                           |
| Danielle King Laura Trott Joanna Rowsell | Ciclismo en pista     | Persecución por eqs. F             |
| Victoria Pendleton | Ciclismo en pista     | Keirin F                           |
| Laura Trott | Ciclismo en pista     | Omnium F                           |
| Bradley Wiggins | Ciclismo en ruta      | Contrarreloj M                     |
| Charlotte Dujardin (Valegro) | Hípica                | Doma ind.                          |
| Carl Hester (Uthopia) Laura Bechtolsheimer (Mistral Hojris) Charlotte Dujardin (Valegro)                                                              | Hípica                | Doma por equipos                   |
| Nick Skelton (Big Star) Ben Maher (Tripple X) Scott Brash (Hello Sanctos) Peter Charles (Vindicat)                                                    | Hípica                | Saltos por equipos                 |
| Edward McKeever | Piragüismo            | K1 200 m M                         |
| Timothy Baillie Etienne Stott | Piragüismo en eslalon | C2 M                               |
| Anna Watkins Katherine Grainger | Remo                  | Doble scull (W2x) F                |
| Helen Glover Heather Stanning | Remo                  | Dos sin timonel (W2-) F            |
| Alexander Gregory Peter Reed Thomas James Andrew Triggs Hodge                                                                                         | Remo                  | Cuatro sin timonel (M4-) M         |
| Katherine Copeland Sophie Hosking | Remo                  | Doble scull ligero (LW2x) F        |
| Jade Jones | Taekwondo             | –57 kg F                           |
| Andy Murray | Tenis                 | Individual M                       |
| Peter Robert Wilson | Tiro                  | Doble foso M                       |
| Alistair Brownlee | Triatlón              | Individual M                       |
| Ben Ainslie | Vela                  | Finn M                             |
| Plata |                       |                                    |
| Robert Grabarz | Atletismo             | Salto de altura M                  |
| Christine Ohurougu | Atletismo             | 400 m F                            |
| Fred Evans | Boxeo                 | Wélter (69 kg) M                   |
| Victoria Pendleton | Ciclismo en pista     | Velocidad ind. F                   |
| Elizabeth Armitstead | Ciclismo en ruta      | Ruta F                             |
| Louis Smith | Gimnasia artística    | Caballo con arcos M                |
| William Fox-Pitt (Lionheart) Nicola Wilson (Opposition Buzz) Zara Phillips (High Kingdom) Mary King (Imperial Cavalier) Kristina Cook (Miners Frolic) | Hípica                | Concurso completo por equipos      |
| Gemma Gibbons | Judo                  | –78 kg F                           |
| Michael Jamieson | Natación              | 200 m braza M                      |
| Samantha Murray | Pentatlón moderno     | Individual F                       |
| David Florence Richard Hounslow | Piragüismo en eslalon | C2 M                               |
| Peter Chambers Robert Williams Richard Chambers Christopher Bartley                                                                                   | Remo                  | Cuatro sin timonel ligero (LM4-) M |
| Zachary Purchase Mark Hunter | Remo                  | Doble scull ligero (LM2x) M        |
| Laura Robson Andy Murray | Tenis                 | Dobles mixto                       |
| Nick Dempsey | Vela                  | RS:X M                             |
| Iain Percy Andrew Simpson | Vela                  | Star M                             |
| Luke Patience Stuart Bithell | Vela                  | 470 M                              |
| Hannah Mills Saskia Clark | Vela                  | 470 F                              |
| Bronce |                       |                                    |
| Anthony Ogogo | Boxeo                 | Medio (75 kg) M                    |
| Edward Clancy | Ciclismo en pista     | Omnium M                           |
| Christopher Froome | Ciclismo en ruta      | Contrarreloj M                     |
| Max Whitlock | Gimnasia artística    | Caballo con arcos M                |
| Sam Oldham Daniel Purvis Louis Smith Kristian Thomas Max Whitlock                                                                                     | Gimnasia artística    | Concurso completo por eqs. M       |
| Elizabeth Tweddle | Gimnasia artística    | Barras asimétricas F               |
| Laura Bechtolsheimer (Mistral Hojris) | Hípica                | Doma ind.                          |
| Equipo | Hockey sobre hierba   | Torneo F                           |
| Karina Bryant | Judo                  | +78 kg F                           |
| Rebecca Adlington | Natación              | 400 m libre F                      |
| Rebecca Adlington | Natación              | 800 m libre F                      |
| Liam Heath Jonathan Schofield | Piragüismo            | K2 200 m M                         |
| Alan Campbell | Remo                  | Scull ind. (M1x) M                 |
| George Nash William Satch | Remo                  | Dos sin timonel (M2-) M            |
| Alexander Partridge James Foad Thomas Ransley Richard Egington Mohamed Sbihi Gregory Searle Matthew Langridge Constantine Louloudis Phelan Hill (t)   | Remo                  | Ocho con timonel (M8+) M           |
| Thomas Daley | Saltos                | Plataforma 10 m M                  |
| Lutalo Muhammad | Taekwondo             | –80 kg M                           |
| Jonathan Brownlee | Triatlón              | Individual M                       |